# サン・ジェネージオ・アテジーノ
サン・ジェネージオ・アテジーノ（イタリア語: San Genesio Atesino ; ドイツ語: Jenesien イェネージエン）は、イタリア共和国トレンティーノ＝アルト・アディジェ州ボルツァーノ自治県にある、人口約3,100人の基礎自治体（コムーネ）。

## 地理

### 位置・広がり
東はタルヴェーラ川の流れる、サレンティーノ渓谷 (Val Sarentino)、西はアディジェ渓谷(it:Valle dell'Adige)である。
サルト高地 (altipiano del Salto, ドイツ語: Salten ザルテン) に位置し、ボルツァーノの北部にあり県道とロープウェイ (Bolzano-S.Genesio, 所要時間約12分) で結ばれている。

#### 隣接コムーネ
隣接するコムーネは以下の通り。
- ボルツァーノ
- メルティナ
- レノン
- サレンティーノ
- テルラーノ

## 行政

### 分離集落
サン・ジェネージオ・アテジーノには、以下の分離集落（フラツィオーネ）がある。
- Avigna/Afing, Cologna/Glaning, Montoppio/Nobls, Valas/Flaas

## 住民

### 言語
| 言語集団調査（2011年） | 言語集団調査（2011年） | 言語集団調査（2011年） | 言語集団調査（2011年） | 言語集団調査（2011年） |
| ---------------------- | ---------------------- | ---------------------- | ---------------------- | ---------------------- |
|                        |                        |                        |                        |                        |
| ドイツ語               | ドイツ語               |                        | 96.79%                 | 96.79%                 |
| イタリア語             | イタリア語             |                        | 3.07%                  | 3.07%                  |
| ラディン語             | ラディン語             |                        | 0.14%                  | 0.14%                  |

2011年に行われた、住民がドイツ語・イタリア語・ラディン語のいずれの「言語集団」に属するかの調査によれば（ボルツァーノ自治県#言語集団調査参照）、住民の約97%がドイツ語話者である。

## 観光
ヨーロッパの道 5番(Sentiero europeo E5, ボーデン湖とアドリア海を繋ぐ)が通っている。

## 姉妹都市
- Feldkirchen-Westerham、ドイツ